# Jeecy-Vea
Jeecy-Vea is een historisch Belgisch motorfiets- en automerk.
De bedrijfsnaam was Motos Jeecy-Vea, Brussel.
Jeecy-Vea produceerde motorfietsen van 1920 tot 1927. Het merk was vooral bekend omdat koning Albert I een aantal van dergelijke tweecilinder-boxermotoren bezat.
Jeecy-Vea bouwde 498cc- en 688cc-modellen met Coventry Victor-kopklep-boxermotor en een 746cc-model met "Watelet"-zijklep-boxermotor. Dit was een eigen motor, want de eigenaren van Jeecy-Vea waren de gebroeders Watelet en P. Carle. Hun eerste motor ontwierpen ze in 1920. De machine werd in gebouwd bij hun werkgever: Ets. Tram-Car Nord-Midi aan de Frontispiesstraat 83 in Brussel. Vanaf 1921 werd de motorfiets in serie geproduceerd.
Na een reorganisatie in 1925 kwam de leiding van het bedrijf in handen van Jean Watelet en Jacques Vergote de Lantsheere. In dat jaar en in 1926 werden ook auto's geproduceerd, maar er kwamen ook lichtere motorfietsen, van 250 en 350 cc. De productie van motorfietsen eindigde in 1927.